# André Ricardo de Melo
Padre André Ricardo de Melo CSsR (Goiás, 1 de dezembro de 1980) é religioso brasileiro da Igreja Católica Romana. Foi superior provincial da então Província Redentorista de Goiás.

## Biografia
Ingressou no Seminário Redentorista Padre Pelágio, em Trindade, Goiás, em 15 de janeiro de 1999. Sua profissão religiosa como Missionário Redentorista ocorreu em 29 de janeiro de 2005. A ordenação diaconal foi realizada em 29 de março de 2008, no Santuário Basílica do Divino Pai Eterno, em Trindade, e a presbiteral aconteceu em 29 de novembro do mesmo ano, na cidade de Mossâmedes, Goiás.
É graduado em Filosofia e Teologia no Instituto de Filosofia e Teologia de Goiás (IFITEG). É mestre em Teologia Dogmática na Pontifícia Universidade Gregoriana. Foi colaborador em diversas etapas da formação de novos redentoristas, de 2008 a 2010, quando foi reitor do Seminário São José, em Goiânia; e em 2011, como mestre de noviços. Foi também diretor administrativo do IFITEG, em 2010.
Na pastoral, foi vigário paroquial na cidade de Vila Rica, Mato Grosso, entre 2012 e 2013. Depois, atuou como pároco entre 2014 e 2017. No período de 2015 a 2016, foi coordenador de pastoral na Prelazia de São Félix, Mato Grosso.
Colaborou também no Governo da Província de Goiás, como conselheiro, entre 2011 e 2014, e foi presidente da Fundação Pe. Pelágio, mantenedora da Rádio Difusora de Goiânia, no ano de 2011.
Em 25 de outubro de 2018, durante a Assembleia Capitular da Congregação Redentorista, ocorrida no Centro Pastoral Dom Fernando, em Goiânia, Pe. André foi eleito superior provincial, em substituição ao Pe. Robson de Oliveira Pereira. Tomou posse do cargo em 16 de dezembro seguinte, em missa celebrada no Santuário Basílica do Divino Pai Eterno, em Trindade. Pe. André ocupou o mesmo até o fim de 2022.
Em 21 de agosto de 2020, pouco depois de se recuperar da covid-19, assumiu a reitoria do Santuário Divino Pai Eterno, após o afastamento do Padre Robson, que se tornara alvo de investigação por parte do Ministério Público de Goiás, em caráter interino. Um mês depois, deu posse ao novo reitor definitivo, Pe. João Paulo Santos de Souza, CSsR. Em 9 de setembro, Pe. André foi nomeado oficialmente presidente da Associação Filhos do Divino Pai Eterno, mantenedora do dito santuário.